# منتخب كرواتيا تحت 18 سنة لكرة القدم
منتخب كرواتيا تحت 18 سنة لكرة القدم (بالكرواتية: Hrvatska nogometna reprezentacija do 18 godina)‏ هو ممثل كرواتيا الرسمي في المنافسات الدولية في كرة القدم في فئة كرة قدم تحت 18 سنة للرجال، يديريه اتحاد كرواتيا لكرة القدم.